# ساوینو (شهرستان کارگوپولسکی، استان آرخانگلسک)
ساوینو (به لاتین: Savino) یک منطقهٔ مسکونی در روسیه است که در استان آرخانگلسک واقع شده‌است.